# Zenta Gastl
Kreszentia »Zenta« Gastl-Kopp, nemška atletinja, * 29. december 1933, München, Nemčija.
Nastopila je na poletnih olimpijskih igrah v letih 1956 in 1960, obakrat se je uvrstila v polfinale teka na 80 m z ovirami. Na evropskih prvenstvih je v isti disciplini osvojila srebrno medaljo leta 1958. 29. julija 1956 je postavila svetovni rekord v teku na 80 m z ovirami s časom 10,6 s.